# Schloss Nordkirchen
Schloss Nordkirchen is een paleis in de Duitse gemeente Nordkirchen.
Het wordt door zijn omvang ook wel het Westfaalse Versailles genoemd. Het is een van de grootste van alle waterburchten van het Münsterland.
Het kasteel, dat op de plaats staat van een aan het begin van de 18e eeuw afgebroken eerder kasteel, is gebouwd  in de periode van 1703 tot 1734 in barokke stijl. Architecten waren Gottfried Laurenz Pictorius en Johann Conrad Schlaun. De uitvoering van het ontwerp was in handen van Henric de Suer uit Coesfeld, die voor andere adellijke families in het Münsterland al paleizen en buitenverblijven had gebouwd.
De volgende adellijke geslachten hebben hier geresideerd: 
- Von Morrien (van 1368 tot 1694); de laatste telg uit deze familie verkocht het bezit aan Frederik Christiaan van Plettenberg, die toen prinsbisschop van Münster was.
- Von Plettenberg (van 1694 tot 1833), de familie die het huidige complex liet bouwen en aanleggen; de familie stierf uit in de mannelijke lijn, het laatste meisje trouwde met een lid van het Hongaarse vorstengeslacht Esterházy.
- Esterházy de Galántha (van 1833 tot 1903); dit geslacht had er een stoeterij in bedrijf, waar renpaarden gefokt werden. De tak van de Esterházys, die het slot bezat, stierf uit, en het kasteel werd verkocht.
- Hertogen van Arenberg (van 1903 tot 1958): dit Belgische adellijke geslacht bewoonde het slechts tot kort na de Eerste Wereldoorlog, en verhuurde het daarna, o.a. van 1933 -1940 aan Hitlers NSDAP die er een opleidingsinstituut van maakte; later was het krijgsgevangenenkamp en depot voor kunst van door de oorlog beschadigde musea. Van 1950-1958 verhuurden de Arenbergs het voor een symbolisch bedrag per jaar, vermeerderd met de overname van de onderhouds- en reparatiekosten,  aan de deelstaat Noordrijn-Westfalen, die het in 1958 aankocht.

Het grootste gedeelte van het gebouw is, sedert kort na de Tweede Wereldoorlog, in gebruik bij de Duitse deelstaat Noordrijn-Westfalen. In het kasteel is sinds 1950 de Finanzhochschule van dit Bundesland gevestigd. Dit is een hogeschool, waar men een, doorgaans driejarige, vakstudie kan volgen om een leidinggevend belastingambtenaar, een fiscaal accountant, of een docent aan dezelfde hogeschool te kunnen worden. Afgestudeerden van deze Finanzhochschule kunnen ook in functies aan het deelstaatministerie van Financiën benoemd worden.
In het souterrain van het kasteel is een exclusief restaurant ondergebracht.
Regelmatig worden er rondleidingen georganiseerd door die gedeelten van het slot, die niet voor onderwijsdoeleinden in gebruik zijn. Doorgaans worden alleen groepen bezoekers toegelaten, die tevoren via internet gereserveerd hebben. Het interieur is grotendeels in 19e- of vroeg 20e-eeuwse stijl ingericht in opdracht van de hertogin van Arenberg.
De uitgestrekte tuinen en parken rondom het kasteel , waarin talrijke tuinbeelden en andere ornamenten staan, zijn regelmatig voor bezoekers opengesteld. Regelmatig vinden er openluchtconcerten e.d. plaats.
Het artikel over Schloss Nordkirchen op de Duitse Wikipedia gaat uitvoerig en gedetailleerd op de geschiedenis en op details van de bouwkundige en stilistische aspecten in.

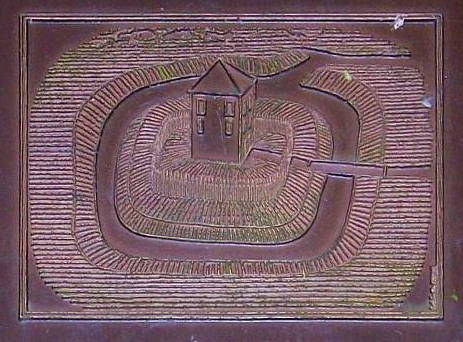
Reconstructie van het mottekasteel (9e eeuw) in het hertenpark
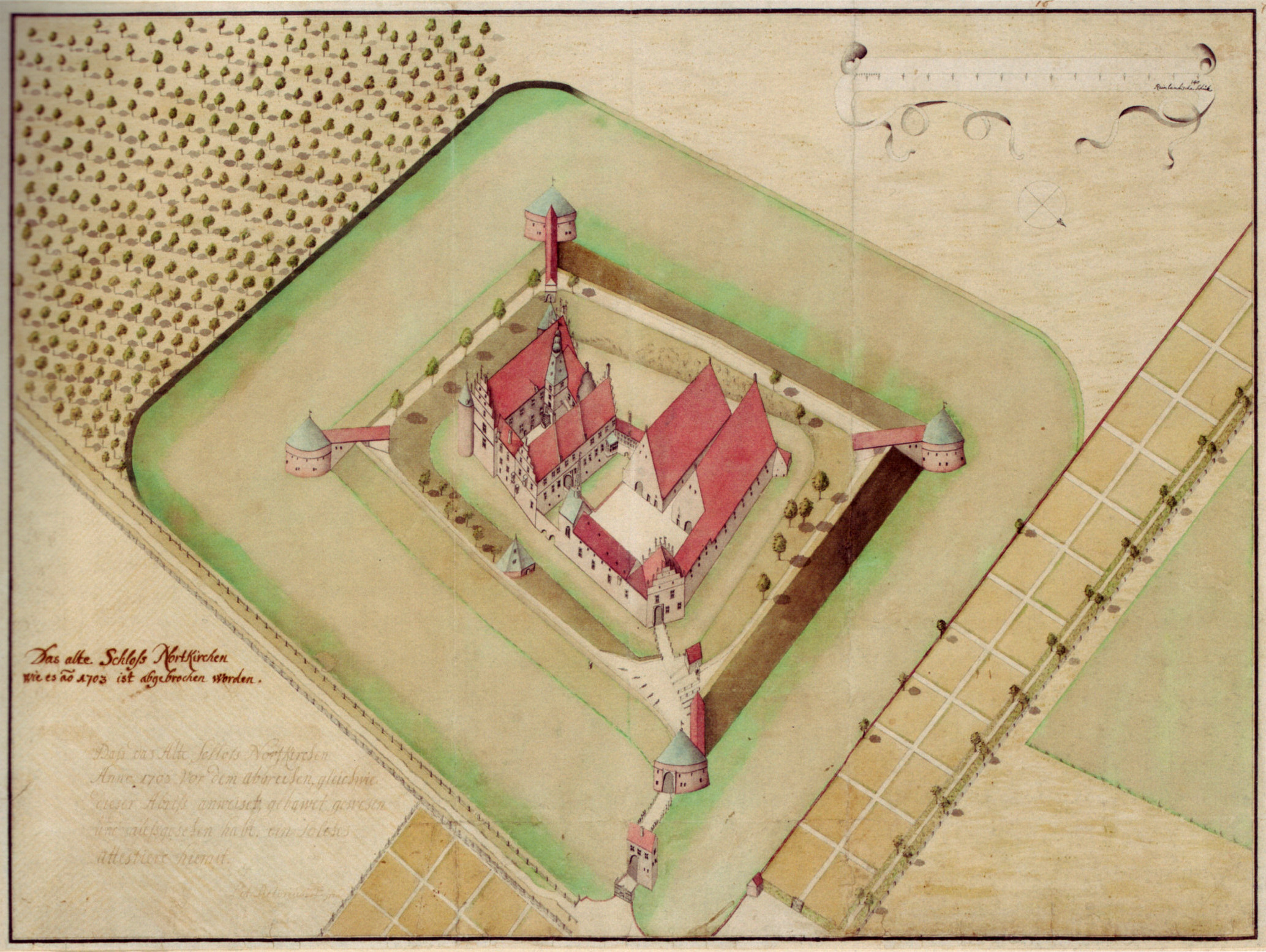
Het oude Schloss Nordkirchen voor de afbraak in 1703, afbeelding door Peter Pictorius de Jongere, ca. 1703
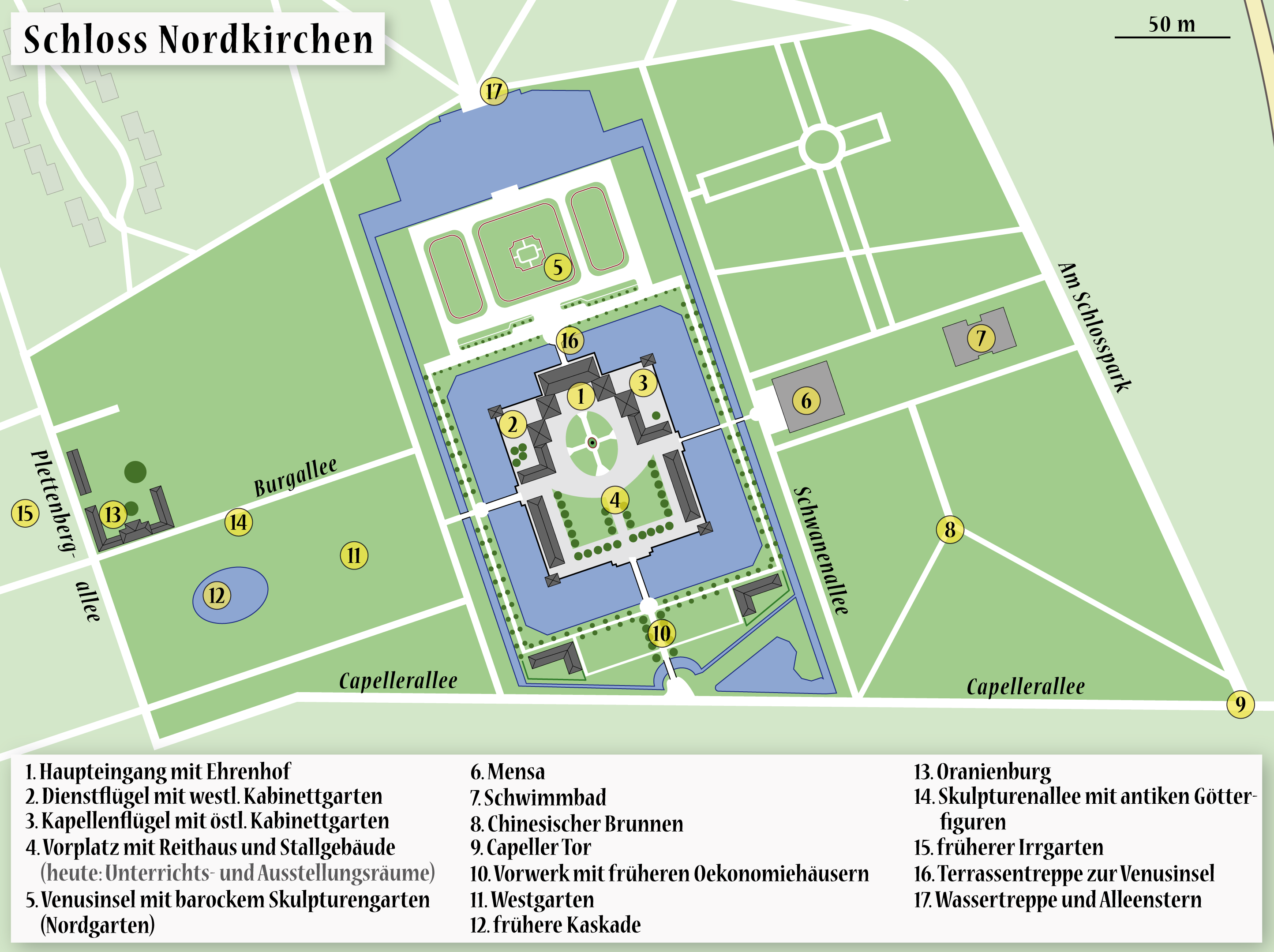
Plattegrond van het terrein
Plattegrond van het centrale deel van het hoofdgebouw, het corps de logis (parterre)
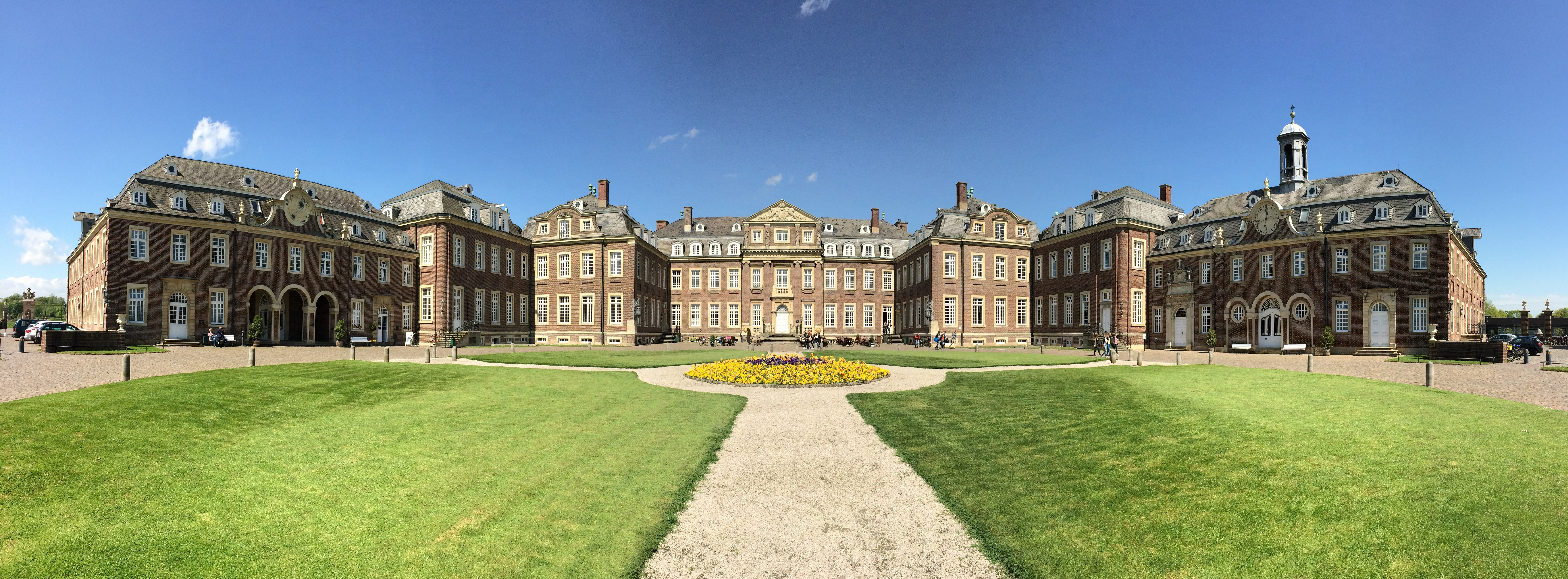
Schloss Nordkirchen, panoramische aanblik vanuit het zuiden
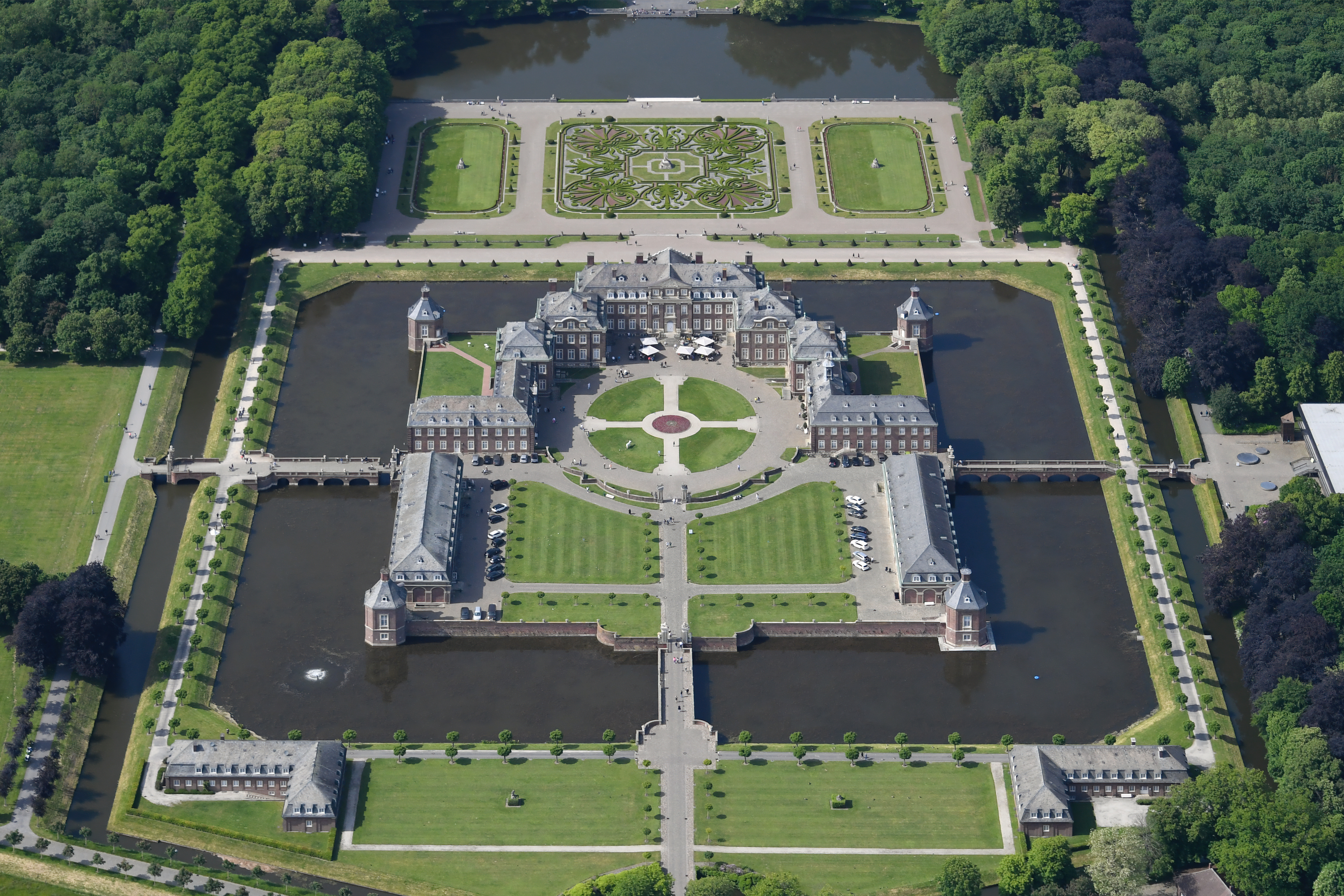
Luchtopname
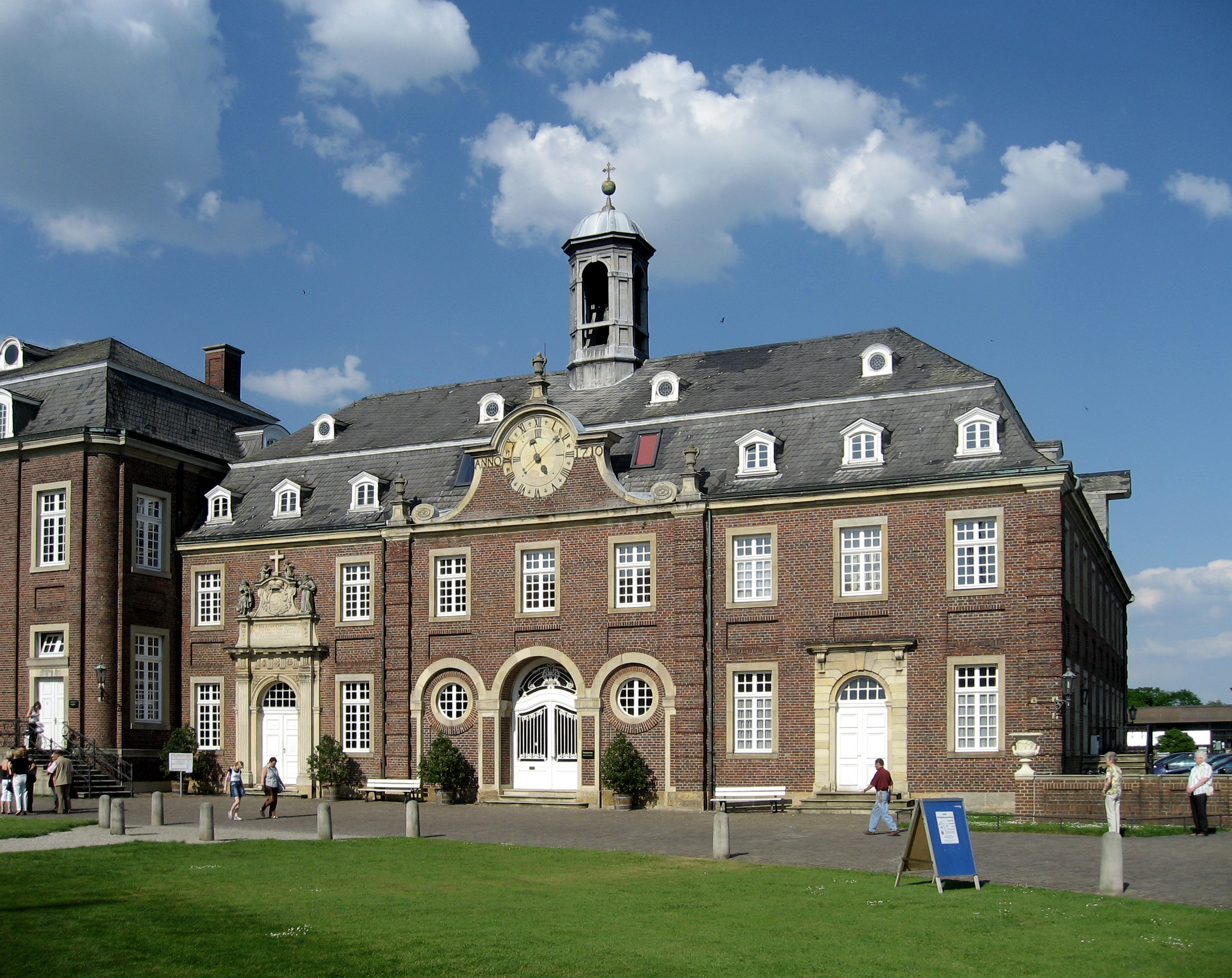
Oostvleugel met slotkapel
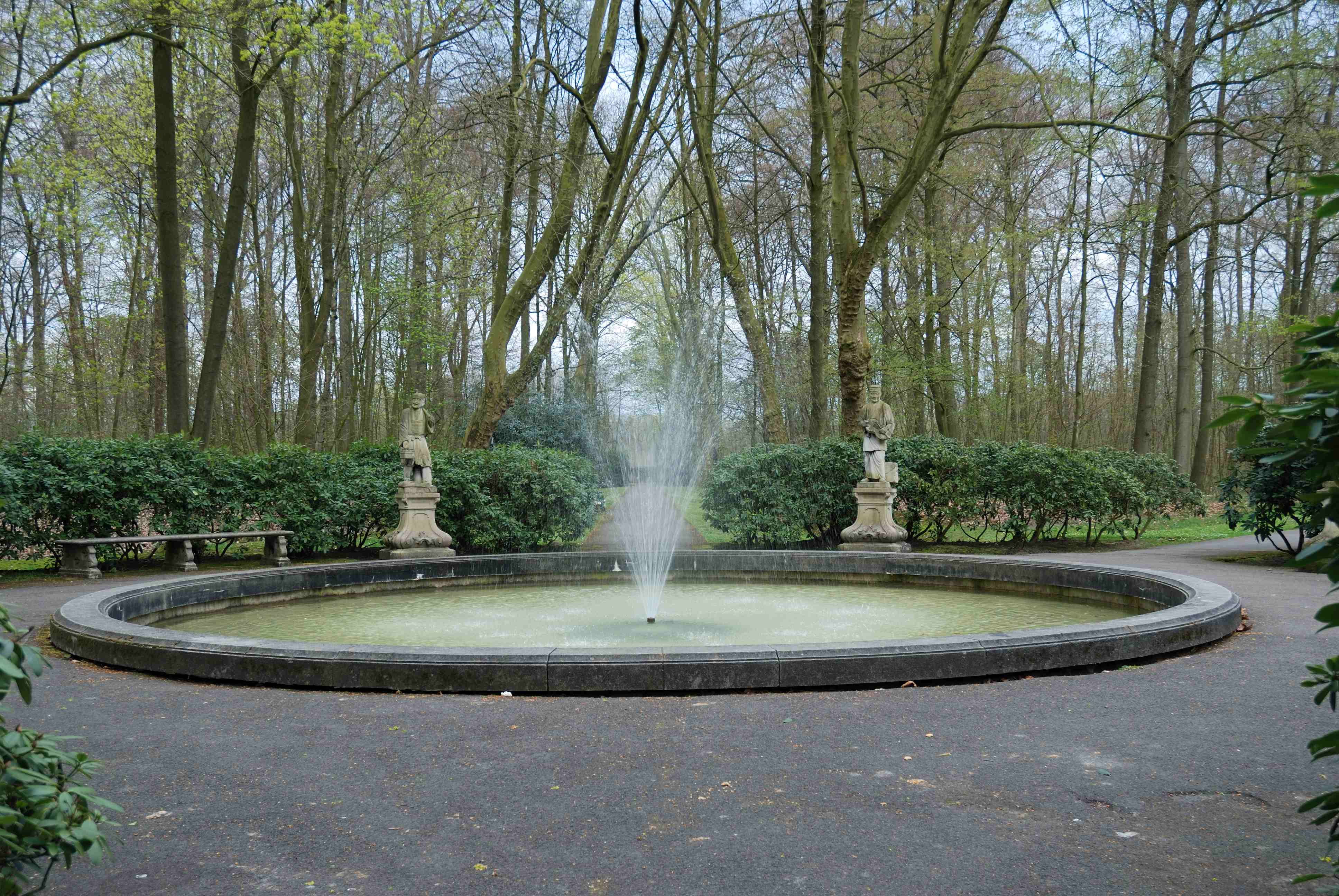
Chinese fontein in het kasteelpark